# Saint-Sauveur-d'Aunis
Pour les articles homonymes, voir Saint-Sauveur.
Saint-Sauveur-d'Aunis est une commune du sud-ouest de la France située dans le département de la Charente-Maritime (région Nouvelle-Aquitaine). Ses habitants sont appelés les Liguriens ou Saint-Sauveuriens et les Liguriennes ou Saint-Sauveuriennes.
C'est une commune peuplée du canton de Marans, dans l'arrondissement de La Rochelle. Elle connait un développement démographique parmi le plus soutenus de la communauté de communes Aunis Atlantique.

## Géographie

### Communes limitrophes
| Nuaillé-d'Aunis | Saint-Jean-de-Liversay | Ferrières |
| Angliers        | Saint-Sauveur-d'Aunis  | Benon     |
| Anais           | Le Gué-d'Alleré        |           |

### Hydrographie
La commune est baignée par le cours d'eau la Charre et sur une infime portion par le canal du Curé.

## Urbanisme

### Typologie
Au 1er janvier 2024, Saint-Sauveur-d'Aunis est catégorisée bourg rural, selon la nouvelle grille communale de densité à 7 niveaux définie par l'Insee en 2022.
Elle est située hors unité urbaine. Par ailleurs la commune fait partie de l'aire d'attraction de La Rochelle, dont elle est une commune de la couronne,. Cette aire, qui regroupe 72 communes, est catégorisée dans les aires de 200 000 à moins de 700 000 habitants,.

### Occupation des sols
L'occupation des sols de la commune, telle qu'elle ressort de la base de données européenne d’occupation biophysique des sols Corine Land Cover (CLC), est marquée par l'importance des territoires agricoles (92,2 % en 2018), en diminution par rapport à 1990 (95,3 %). La répartition détaillée en 2018 est la suivante : 
terres arables (71,5 %), prairies (10,7 %), zones agricoles hétérogènes (10,1 %), zones urbanisées (6,1 %), zones industrielles ou commerciales et réseaux de communication (1,7 %). L'évolution de l’occupation des sols de la commune et de ses infrastructures peut être observée sur les différentes représentations cartographiques du territoire : la carte de Cassini (XVIIIe siècle), la carte d'état-major (1820-1866) et les cartes ou photos aériennes de l'IGN pour la période actuelle (1950 à aujourd'hui).

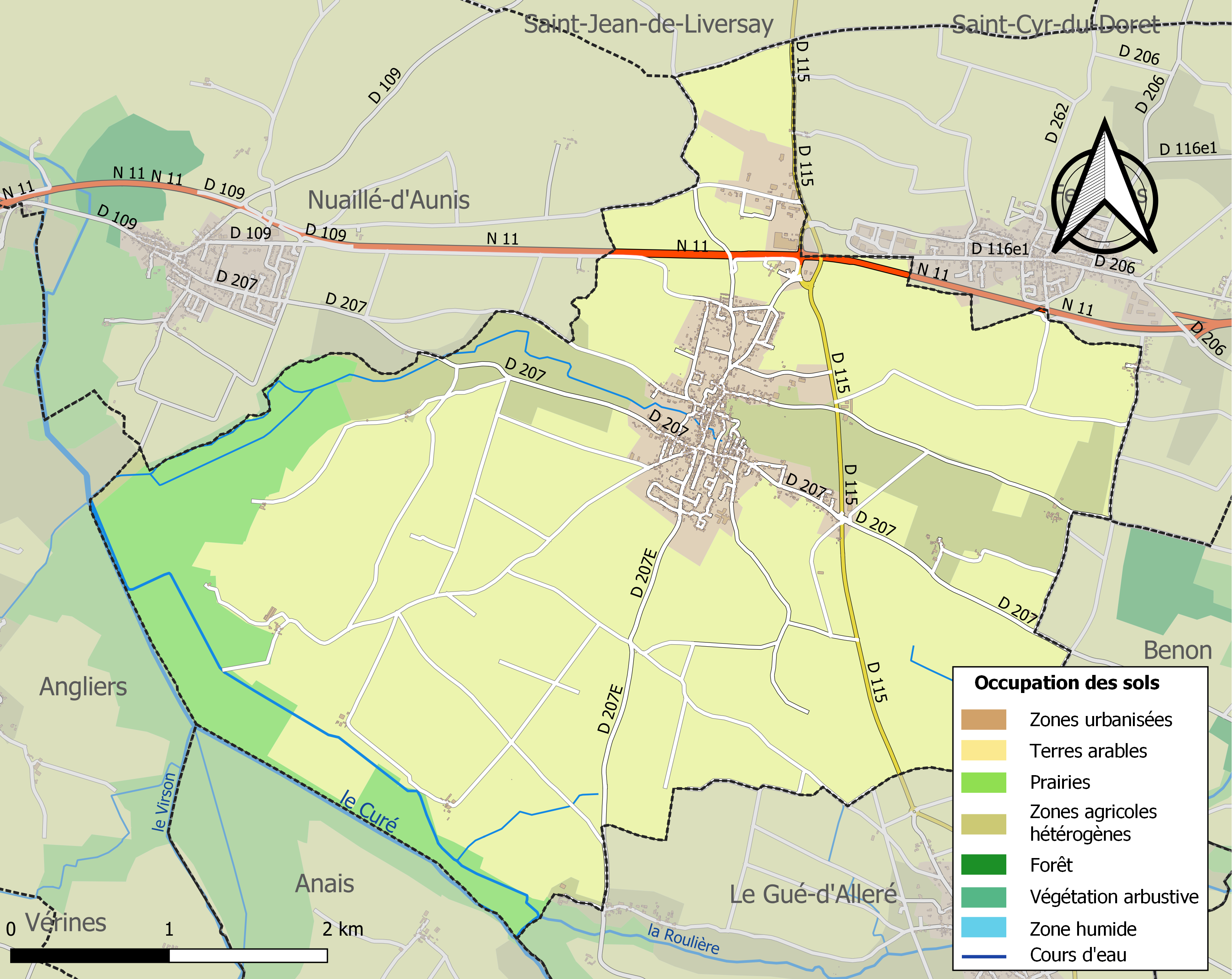
Carte des infrastructures et de l'occupation des sols de la commune en 2018 (CLC).

### Risques majeurs
Le territoire de la commune de Saint-Sauveur-d'Aunis est vulnérable à différents aléas naturels : météorologiques (tempête, orage, neige, grand froid, canicule ou sécheresse), inondations, mouvements de terrains et séisme (sismicité modérée). Il est également exposé à un risque technologique, le transport de matières dangereuses. Un site publié par le BRGM permet d'évaluer simplement et rapidement les risques d'un bien localisé soit par son adresse soit par le numéro de sa parcelle.

#### Risques naturels
Certaines parties du territoire communal sont susceptibles d’être affectées par le risque d’inondation par débordement de cours d'eau, notamment le Curé. La commune a été reconnue en état de catastrophe naturelle au titre des dommages causés par les inondations et coulées de boue survenues en 1982, 1999 et 2010,.

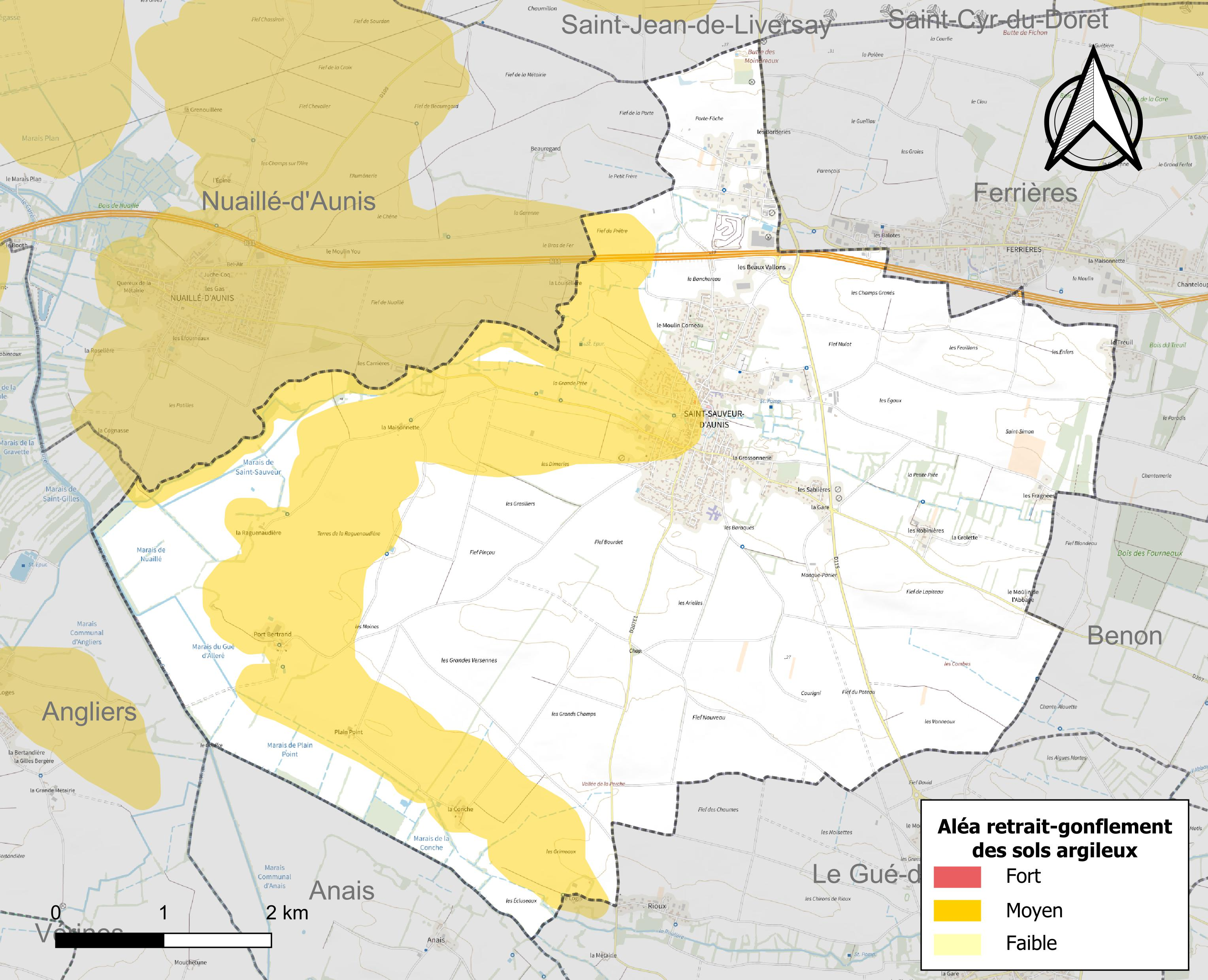
Carte des zones d'aléa retrait-gonflement des sols argileux de Saint-Sauveur-d'Aunis.

Les mouvements de terrains susceptibles de se produire sur la commune sont des tassements différentiels.
Le retrait-gonflement des sols argileux est susceptible d'engendrer des dommages importants aux bâtiments en cas d’alternance de périodes de sécheresse et de pluie. 25,2 % de la superficie communale est en aléa moyen ou fort (54,2 % au niveau départemental et 48,5 % au niveau national). Sur les 730 bâtiments dénombrés sur la commune en 2019, 172 sont en aléa moyen ou fort, soit 24 %, à comparer aux 57 % au niveau départemental et 54 % au niveau national. Une cartographie de l'exposition du territoire national au retrait gonflement des sols argileux est disponible sur le site du BRGM,.
Par ailleurs, afin de mieux appréhender le risque d’affaissement de terrain, l'inventaire national des cavités souterraines permet de localiser celles situées sur la commune.
Concernant les mouvements de terrains, la commune a été reconnue en état de catastrophe naturelle au titre des dommages causés par la sécheresse en 1989, 2003 et 2005 et par des mouvements de terrain en 1999 et 2010.

#### Risques technologiques
Le risque de transport de matières dangereuses sur la commune est lié à sa traversée par une ou des infrastructures routières ou ferroviaires importantes ou la présence d'une canalisation de transport d'hydrocarbures. Un accident se produisant sur de telles infrastructures est susceptible d’avoir des effets graves sur les biens, les personnes ou l'environnement, selon la nature du matériau transporté. Des dispositions d’urbanisme peuvent être préconisées en conséquence.

## Toponymie
L'origine du nom provient de Ligurius, qui était un propriétaire de la villa gallo-romaine Liguriaco.
A l'emplacement de cette ancienne villa un monastère est érigé, et l'église du village est dédiée au Sauveur.
Appelée La Concorde quelques années après la Révolution de 1798, le bourg prend le nom de Saint-Sauveur-de-Nuaillé, puis de Saint-Sauveur-d'Aunis en 1937.

## Histoire

### Des origines celtes et gallo-romaines
Maurice Marsac repère grâce à des photographies aériennes une dizaine de sites préhistoriques et plus récents, en particulier des enclos circulaires ou rectangulaires.
Les légions de César y dressèrent certainement leur camp.
Des traces archéologique ont été découvertes dans une carrière : des fouilles ont révélé la présence d’une ferme datant de la fin de l’époque gauloise.

### Un essor au Moyen Âge
Quelques années avant l'an mil, le comte Guillaume Bras de Fer qui guerroyait dans ces régions fit don à l'abbaye de Nuaillé en Poitou des riches terres bordant les rives du Curé.
Les moines de Nuaillé y firent alors édifier le puissant prieuré de Saint-Sauveur.
Un château est construit au XIe siècle.
L'Aunis fut l'enjeu des luttes franco-anglaises entre le XIIIe siècle et le XVe siècle.

### Aux temps modernes
Au XVIe siècle, les Guerres de religion ensanglantèrent cette contrée. L'Aunis connut la célébrité avec La Rochelle au XVIIe siècle.

### Les origines médiévales

#### Quand Saint-Sauveur s'appelait Ligoure
L'acte de donation représente la première preuve écrite de l'ancienneté de Saint-Sauveur d'Aunis. Parmi les biens concédés par le comte de Poitiers à l'Abbaye de Nouaillé, figurent, "dans le domaine appelé Ligoure, avec l'église érigée en l'honneur du Sauveur Jésus-Christ, les terres, les prés, les bois et la forêt appelée Corneto". Grâce à ce document{référence nécessaire}, on sait qu'au Xe siècle, existait sur le territoire de la commune une agglomération (d'origine gallo-romaine ou carolingienne) rassemblée autour d'une église. Une grande partie du terroir était encore boisé, et la forêt de Corneto (dont il reste sans doute quelques lambeaux sur les champs qui les entourent) appartenait à la grande forêt d'Argenson réduite de nos jours à la forêt de Benon. Comme tout l'Aunis, Ligoure appartenait à Guillaume Fier à Bras, comte de Poitiers et duc d'Aquitaine, un de ces puissants seigneurs qui, devant l'affaiblissement du pouvoir royal, se conduisaient comme de véritables souverains locaux.

#### La donation de Ligoure à l'abbaye de Nouaillé
Le puissant comte de Poitiers n'échappe pas à la règle ainsi qu'en témoigne le document qu'il fait rédiger en l'an 979, et qui est actuellement déposé aux archives départementales de la Vienne[réf. nécessaire].
Acte de donation du village de Ligoure (nom primitif de Saint-Sauveur) à l'abbaye de Nuaillé en Poitou, par Guillaume, comte du Poitou, duc d'Aquitaine en janvier 979.

« Des calamités de plus en plus fréquentes nous apportent dès maintenant la preuve certaine de la fin prochaine du monde. Or, à notre époque, tout homme s'abandonne à sa fantaisie, alors qu'il lui conviendrait de disposer de ses biens de façon à mériter plus tard la vie éternelle. Et c'est ainsi que moi, Guillaume, au nom de Dieu, comte de la cité de Poitiers et duc d'Aquitaine j'ai conclu de mes réflexions sur la crainte de Dieu et sur la rétribution éternelle, qu'aux justes est attribuée la récompense, aux méchants la damnation et surtout que ceux-là reçoivent la vie éternelle qui font bon usage de leurs biens personnels. Et je souhaite du fond du cœur que la miséricorde du Seigneur, au dernier jour du grand jugement daigne m'accorder son pardon.
C'est pourquoi je donne mon alleu seigneurial situé dans le pays d'Aunis, dans le village appelé LIGOURE, avec l'église érigée en l'honneur du Sauveur, Jésus-Christ, notre Seigneur, les terres, les prés, les bois et la forêt appelée Corneto ; et je donne ailleurs, dans le village appelé RIOUX, l'église consacrée à sainte Marie, Mère de Dieu, Vierge, et deux moulins dans ce même village, et dans un autre lieu dans le village de VOUHE, deux moulins.
Et l'alleu est ainsi circonscrit : de face et sur un côté par le domaine de BURCLACO jusqu'à la route du roi, puis par cette route du roi le long des "planches" appelées Alerias jusqu'aux marais nommés BOUHET et le village de RIOUX avec la forêt, et ainsi se trouve divisée la terre de Dothoealdo jusqu'au lieu appelé Aedorus. Sur un troisième côté, il est limité à travers les marais jusqu'aux maisons Raynaldo.
Tous ces biens susnommés, je les accorde et les donne irrévocablement à la fois pour le salut de mon âme et celui de mon père et de ma mère à la congrégation du monastère de la Sainte-Mère-de-Dieu, Marie, toujours vierge, construit en l'honneur du bienheureux Hylaire et de saint-Junien, confesseurs du Christ, et que dirige on le sait, le seigneur Foulques, abbé, sous le gouvernement duquel les moines apprennent à servir Dieu. Et par cette lettre de cession, je vous délègue mon autorité afin que vous ayez tout pouvoir sur ces biens sans que personne y puisse trouver à redire.
Et cela, il nous a plu, à moi, à mon fils Guillaume ainsi qu'à mon épouse, dame Emma, de l'indiquer de façon que si quelqu'un cherchait à annuler cette donation par quelque calomnie, s'il ne n'en corrige pas et continue d'être de mauvaise foi, qu'il subisse en premier lieu la colère du Dieu tout puissant, et qu'il soit éloigné de la Bienheureuse Vierge Marie et de saint Pierre, Chef des Apôtres et de tous les Apôtres de Saint Étienne et du Chœur des Martyrs et aussi des bienheureux Confesseurs Hilaire pontife et Junien, notre vénérable seigneur, qu'il soit écarté de tous les Saints de Dieu et de la communauté des Anges, qu'il soit précipité dans le feu de la Géhenne, et reste longtemps crucifié dans les flammes avec Dathan Chore et Abiron que la terre a englouti vivants. Pour finir que le démon garda son âme dans les prisons de l'enfer en compagnie des esprits immondes et qu'il demeure sans fin avec eux dans les ténèbres et l'ombre de la mort.
Puisse cette cession par lettre, Dieu aidant, durer à tout jamais avec les précisions qu'elle comporte. »

— extrait: de "Si Saint Sauveur d'Aunis m'était conté"
Au bas du document sont apposées les signatures des donateurs, des destinataires et des témoins:
Guillaume, Comte, son fils Guillaume et son épouse Emma, qui ont fait cette donation. Kadelon, vicomte d'Aulnay, Mederic, vicomte de Chatelerault, Aimeri, vicomte de Thouars, Gislebert, Abbé; Kadelon et Radulfe, vicaires, Boson fils d'Adrald, vicomte, Simon, Gérald, Ingelbald, Adrald, Accard, Ingelin, Ucbert, Aucrer, Hugues, Gauzlin, Gautier, Bernefred, THIBAUD, Foulques, Roderic, Foulques, Guillaume, Frotier, Maynard, vicomte, Gombaud son fils, Lambert, prévôt, ARMAND, Archaimbaud, prévôt, Gilbert, prévôt, Adabrad, Gerard, prévôt, Abiate, vicaire, Raynaud, doyen de St-Hilaire, Benoit, Armand, Gauzbert.
Puis figure la mention suivante : Donné au mois de janvier, la seconde année du roi ROBERT. THIBAUD, moine, a écrit.

## Culture locale et patrimoine

### Lieux et monuments

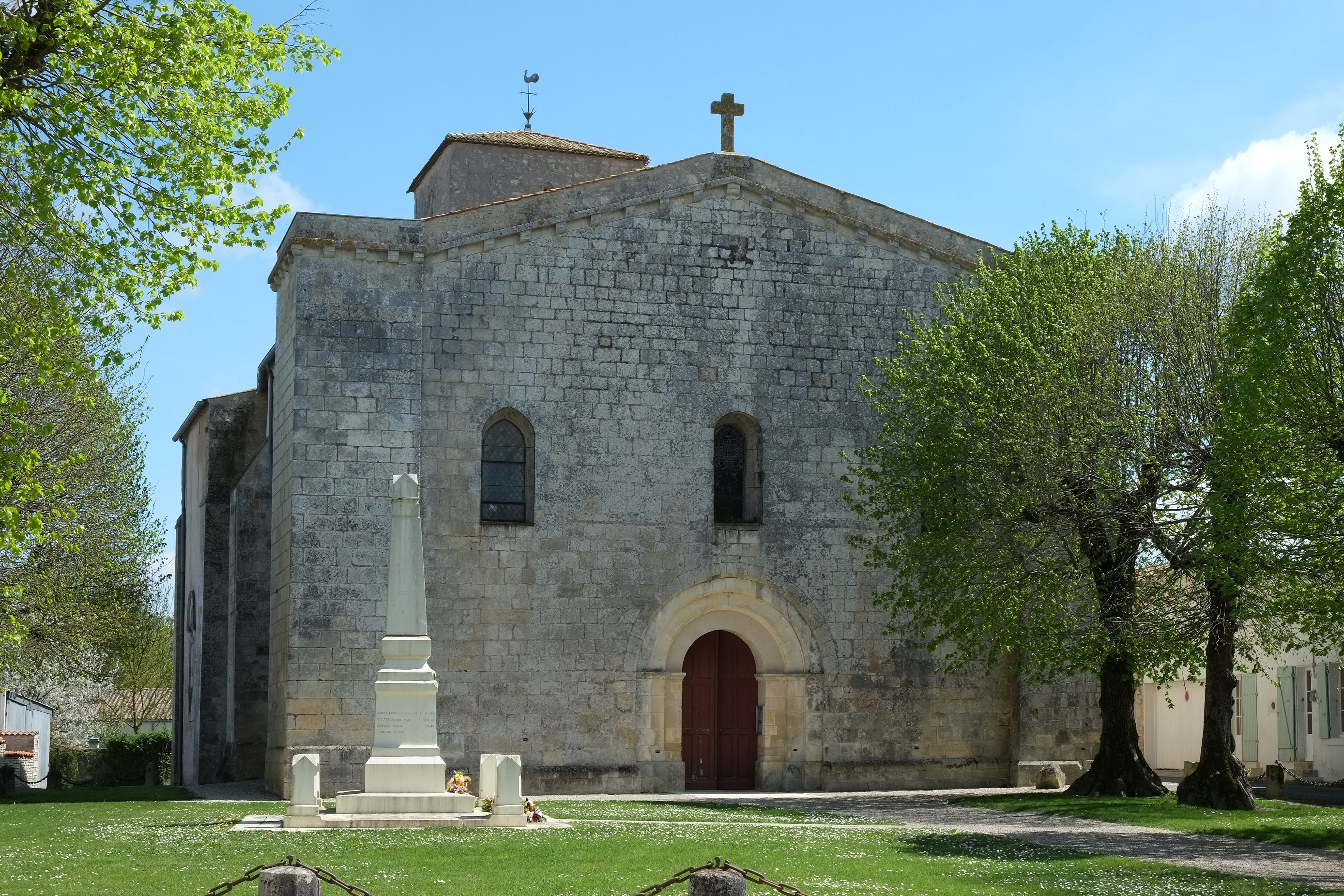
Église de la Transfiguration.

- L'église de la Transfiguration. Située en plein centre du village, cette église est un édifice roman constitué d’une nef à collatéraux sensiblement de même hauteur, suivie de transept à absidioles et d'une abside. La façade initiale a fait place à une restauration du XIXe siècle, très sèche et c'est l'autre extrémité de l'édifice avec les étagements des masses bâties qui montre le caractère le plus séduisant. Elle est une des plus anciennes du canton (de récents travaux d'une période de 5 ans ont permis de la remettre en valeur).
- L'école, installée dans les locaux d'un ancien monastère (on retrouve des éléments de cloître). Aujourd'hui ce monument a été totalement réaménagé, en conservant sa splendeur ; deux étages, avec au deuxième une bibliothèque dans laquelle ont été conservés anciens parquets, charpente d'origine...

### Personnalités liées à la commune
- Gabriel Baudry Lacantinerie (1837 - 1913), professeur de droit et doyen de la faculté de droit de Bordeaux de 1886 à 1903[16], y est né

## Économie
Saint-Sauveur-d'Aunis tire primitivement sa principale richesse de l'agriculture.
Le XIXe siècle a été un siècle particulièrement prospère pour la commune. Le bourg et sa région étaient riches grâce au commerce des eaux de vie et des chevaux, le grain semble produit en grande quantité puisqu'à cette époque la commune compte 12 moulins à vent. Les foires sont nombreuses, s'échelonnant sur toute l'année. À partir de 1876, le phylloxéra détruit les vignes en terre d'Aunis.
Les exploitations agricoles, en plus petit nombre qu'autrefois, se sont dotées de moyens modernes de production.
L'artisanat et le commerce se sont adaptés aux exigences de l'économie de ce XXIe siècle.
Une zone artisanale et industrielle a été créée le long de la RN 11, axe routier à 2X2 voies reliant La Rochelle à Niort, avec l'implantation d'une usine de polystyrène, d'un chantier de bateaux de plaisance, d'une entreprise de dépannage et récupération automobiles, d'une carrosserie, de silos à grains.
Les services administratifs sont bien représentés (office notarial, guichet du Crédit Agricole, bureau de La Poste) ainsi que les commerces (supérette, cave-restauration à emporter, bar-restaurant-tabac-journaux, boulangerie...) et l’artisanat (garage/mécanique, carrosseries, menuiseries, plombiers-chauffagistes, poterie, maçons, plâtrier, électricien).

## Administration

### Liste des maires
| Période                                  | Période  | Identité          | Étiquette | Qualité |
| ---------------------------------------- | -------- | ----------------- | --------- | ------- |
| avant 1988                               | 1989     | Roland Drapeaud   |           |         |
| 1989                                     | ?        | Jean Luc          | PS        |         |
| 2008                                     | 2014     | François Brossard |           |         |
| 2014                                     | 2020     | Jean Luc          |           |         |
| 2020                                     | En cours | Alain Fontanaud   |           |         |
| Les données manquantes sont à compléter. |          |                   |           |         |

## Démographie

### Évolution démographique
L'évolution du nombre d'habitants est connue à travers les recensements de la population effectués dans la commune depuis 1793. Pour les communes de moins de 10 000 habitants, une enquête de recensement portant sur toute la population est réalisée tous les cinq ans, les populations de référence des années intermédiaires étant quant à elles estimées par interpolation ou extrapolation. Pour la commune, le premier recensement exhaustif entrant dans le cadre du nouveau dispositif a été réalisé en 2008.

En 2022, la commune comptait 1 885 habitants, en évolution de +11,41 % par rapport à 2016 (Charente-Maritime : +4,04 %, France hors Mayotte : +2,11 %).
| 1793  | 1800  | 1806  | 1821  | 1831  | 1836  | 1841  | 1846  | 1851  |
| ----- | ----- | ----- | ----- | ----- | ----- | ----- | ----- | ----- |
| 1 060 | 1 143 | 1 154 | 1 328 | 1 378 | 1 392 | 1 371 | 1 362 | 1 379 |

| 1856  | 1861  | 1866  | 1872  | 1876  | 1881  | 1886  | 1891  | 1896  |
| ----- | ----- | ----- | ----- | ----- | ----- | ----- | ----- | ----- |
| 1 446 | 1 536 | 1 523 | 1 423 | 1 428 | 1 284 | 1 240 | 1 123 | 1 062 |

| 1901 | 1906 | 1911 | 1921 | 1926 | 1931 | 1936 | 1946 | 1954 |
| ---- | ---- | ---- | ---- | ---- | ---- | ---- | ---- | ---- |
| 940  | 915  | 950  | 842  | 780  | 762  | 742  | 701  | 752  |

| 1962 | 1968 | 1975 | 1982 | 1990 | 1999  | 2006  | 2008  | 2013  |
| ---- | ---- | ---- | ---- | ---- | ----- | ----- | ----- | ----- |
| 745  | 731  | 731  | 922  | 899  | 1 069 | 1 368 | 1 453 | 1 654 |

| 2018  | 2022  | - | - | - | - | - | - | - |
| ----- | ----- | - | - | - | - | - | - | - |
| 1 717 | 1 885 | - | - | - | - | - | - | - |

Depuis quelques années, la commune de Saint-Sauveur-d'Aunis connaît une forte augmentation du nombre d'habitants, les nouveaux venus s'installant dans les lotissements créés en différents points de la commune. En l'espace de 10 ans près de 130 nouvelles maisons ont été construites. La structure de la population est modifiée : nombreux sont désormais ceux qui partent chaque jour travailler à l'extérieur dans des entreprises de l'agglomération rochelaise.
Cet attrait perdure, la commune profitant d'un double avantage : on se trouve à la campagne (7 fermes dans la commune), tout en étant très proche de la ville (15 minutes grâce à une quatre-voies à proximité).

## Équipements et services

### Enseignement
La commune dispose d'un groupe scolaire rassemblant une école maternelle et une école primaire relevant de l'enseignement primaire public.
Les collégiens vont au collège de Courçon tandis que les lycéens fréquentent les établissements de La Rochelle et de Surgères.

### Services de la santé
Saint-Sauveur-d'Aunis a développé un certain nombre de services dans les secteurs médical, paramédical et médico-social qui en font une des communes rurales parmi les mieux équipées dans ce domaine dans son canton.

#### Les services médicaux
Saint-Sauveur-d'Aunis dispose de deux cabinets de médecins généralistes et d'un cabinet en soins dentaires, tous situés dans le centre-bourg.
Pour les médecins spécialistes, les habitants vont habituellement consulter ceux installés à La Rochelle. De même en est-il pour la radiologie médicale ou IRM où la commune dépend de La Rochelle pour ce type de prestation.
Le centre hospitalier le plus proche est celui de  La Rochelle, situé à une vingtaine de kilomètres à l'ouest, offre une palette très étendue de soins, tout en étant le plus grand hôpital du département de la Charente-Maritime.

#### Les services paramédicaux
Saint-Sauveur-d'Aunis est également pourvue en services paramédicaux où se trouvent notamment un centre en soins infirmiers et deux cabinets de kinésithérapeutes. La commune ne dispose pas d'un laboratoire d'analyses médicales, le plus proche étant situé à La Rochelle.
À cela s'ajoute une pharmacie.
Pour les services d'urgence médicale, Saint-Sauveur-d'Aunis dépend du centre de secours principal de La Rochelle.

#### Les services médico-sociaux
Une résidence privée pour l'accueil de personnes retraitées est implantée dans le bourg. La MDR du Pays d'Aunis Les Glaîeuls de Saint-Sauveur-d'Aunis dispose de 12 chambres.
Saint Sauveur d'Aunis profite aussi d'un EHPAD "Les champs du Noyer "  pour l'accueil de personnes retraitées (Capacité : 72 lits d’hébergement permanent, dont 15 lits en unité sécurisée pour accueillir des personnes atteintes de la maladie d’Alzheimer ou pathologie apparentée, 3 lits d’hébergement temporaire, 10 places d’accueil de jour Alzheimer itinérant)